# Andrea Scacco
Andrea Elizabeth Scacco Carrasco (Ibarra, 8 de julio de 1986) es una política ecuatoriana. Se desempeñó como alcaldesa de Ibarra de 2019 a 2023. Fue la primera mujer en llegar a la alcaldía en la historia de la ciudad, además de la persona más joven en asumir el puesto hasta el momento, con 33 años en el día de su posesión.

## Biografía
Nació el 8 de julio de 1986 en la ciudad de Ibarra, provincia de Imbabura. Realizó sus estudios secundarios en el colegio Sagrado Corazón de Jesús.
Inició su vida política en 2007 como concejala de Ibarra por el Partido Social Cristiano, seguidamente fue elegida para dos periodos más, en las elecciones de 2009 y de 2014, en la última de las cuales se presentó por el partido Avanza y resultó la concejala más votada. Ocupó la vicealcaldía de Ibarra entre 2014 y 2015.
En 2015 se separó del partido Avanza luego de asegurar haber encontrado irregularidades en la gestión del entonces alcalde de Ibarra, Álvaro Castillo Aguirre, quien pertenecía al mismo partido. Scacco también calificó el accionar de Castillo como antiético.
En abril de 2016 denunció haber sido víctima de extorsión por colaborar con la justicia en un caso de corrupción ocurrido en el municipio. Dos personas involucradas al hecho fueron detenidas por la policía.

### Alcaldesa de Ibarra

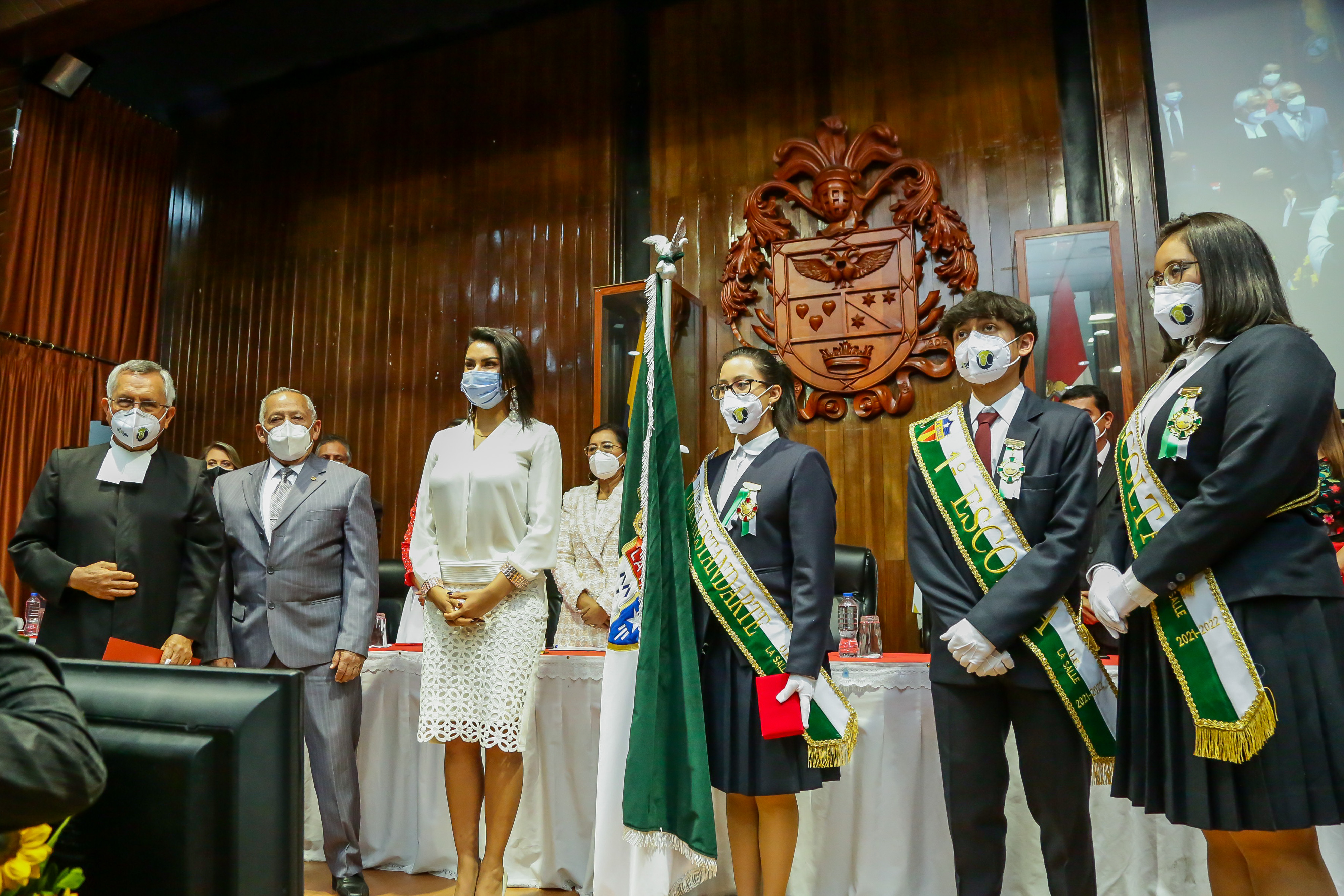
Andrea Scacco durante la celebración por los 415 años de la fundación de Ibarra, en 2021

Para las elecciones seccionales de 2019 participó como candidata a la alcaldía de Ibarra, venciendo por una estrecha diferencia a Álvaro Castillo Aguirre, quien buscaba la reelección, y convirtiéndose de ese modo en la primera mujer alcaldesa en la historia de Ibarra.
Para las elecciones seccionales de 2023 decidió no buscar la reelección.